# 지로

지로용지

지로(giro)란 공과금이나 기타 요금 납부를 효율적으로 관리하기 위해서 만든 일종의 결제 수단이다.

## 역사
지로 시스템은 적어도 기원전 4세기 경 고대 프톨레마이오스 이집트로 거슬러 올라간다. 국가 곡물 기탁은 초기의 은행업 시스템 역할을 하였으며 여기서 지로 청구가 알렉산드리아의 중앙 은행을 통해 받아들여졌다. 지로는 초기 은행업의 자금 전달의 일반적인 역할을 수행하였다.

### 어원
그리스어의 gyros (원, 순환, "circle")에서 파생된 단어로서 이탈리아어에서 Banco de Ziro (돈의 순환, "circulation of money")이라고 불렀으며, Ziro를 독일어에서 Giro로 차용하였다.

## 대한민국과중국의 지로
지로는 대한민국과 중국의 전 금융 기관에서 납부가 가능하며, 온라인 송금에 비하여 수수료가 저렴한 장점이 있다. 반면에 OCR 등을 이용하기 때문에 훼손될 경우에 읽기 어렵다는 단점이 있다.

## 지로 업무절차

### 지로 관리
지로는 이용업체가 고객으로부터 각종 대금을 수납할 때 이용하며 고객이 지로 장표와 함께 대금을 은행에 납부하면 수납되어 자금을 수납업체의 거래은행 예금계좌에 이체하고 그 내역을 통보해주는 제도로써 금융결제원으로부터 지로번호와 특수 장표를 승인받아야만 이용할 수 있다

### 지로 번호
지로이용업체의 기관명, 대표자, 거래은행, 계좌번호, 예금주명 등의 내용을 대신하는 7자리 숫자로 표시한 이용업체별 고유번호이다.

### 지로 장표
승인받은 지로번호를 이용하여 수납대금을 청구할 때 사용하는 양식으로 이용업체는 정해진 양식에 따라 반드시 지로 장표 적격 인쇄업체에서 조제하여
사용하여야 한다.

### 지로 업무진행
- 1.지로 발행 : 이용기관이 지로를 발행 후 고객주소로 우편발송을 한다.
- 2.지로 수신 : 납부고객은 우편을 통해 수신받은 지로를 확인한다.
- 3-1.지로 창구 수납 : 납부고객은 은행에 직접 방문하여 창구를 이용하여 납부한다.
- 3-2.지로 인터넷 수납 : 납부고객은 인터넷(지로)으로 접속하여 지로 번호를 입력/확인 후 계좌이체 한다.
- 4.수납금액 입금 : 은행은 고객으로부터 수납받은 금액을 이용기관에 이체한다.
- 5.수납 데이터 전송 : 은행은 이용기관의 수납금액 내역을 금융결제원에 전송한다.
- 6.수납결과 전송 : 금융결제원은 은행으로부터 수신한 입금수납내역을 이용기관으로 통보한다.

## 같이 보기
- 우편환
- 송금